# Lotier à gousses carrées
Lotus maritimus
Espèce
Classification phylogénétique
Statut de conservation UICN

 LC  : Préoccupation mineure
Le Lotier à gousses carrées, Tétragonolobe maritime ou Lotier maritime (Lotus maritimus L.) est une espèce de plantes à fleurs de la famille des Fabacées (ou Légumineuses). C'est une plante herbacée vivace trouvée en Europe et en Asie.

## Synonymie
- Tetragonolobus maritimus (L.) Roth
- Tetragonolobus siliquosus (L.) Roth (cité notamment dans la flore de P. Fournier)
- Lotus siliquosus L.

## Description
C'est une plante couchée à érigée, velue (var. hirsutus) ou totalement glabre, aux feuilles trifoliolées, présentant à la base deux grandes stipules. Les folioles sont ovales, à extrémité élargie et pointue.
La floraison a lieu de mai à août. Portées par de longs pédoncules, des fleurs solitaires (plus rarement par deux) jaune pâle, apparaissent juste au-dessus d'une bractée trifoliée. Le calice est tubulé, parfois veiné de rouge, à cinq dents étroites. La corolle est papilionacée et la fécondation est assurée par les insectes.
Les fruits sont des gousses à section quadrangulaire, (d'où le nom de genre synonyme Tetragonolobus), ailées aux angles.

## Répartition et habitat
Eurasiatique, il pousse en Europe centrale et méridionale, en Asie occidentale et en Afrique du Nord. Dans toute l'Europe occidentale, on le trouve notamment dans les zones marécageuses du bord de mer, mais aussi à l'intérieur des terres, y compris en montagne jusqu'à 1 600 mètres. L'espèce a une préférence pour les lieux humides et salins, surtout sur calcaire.

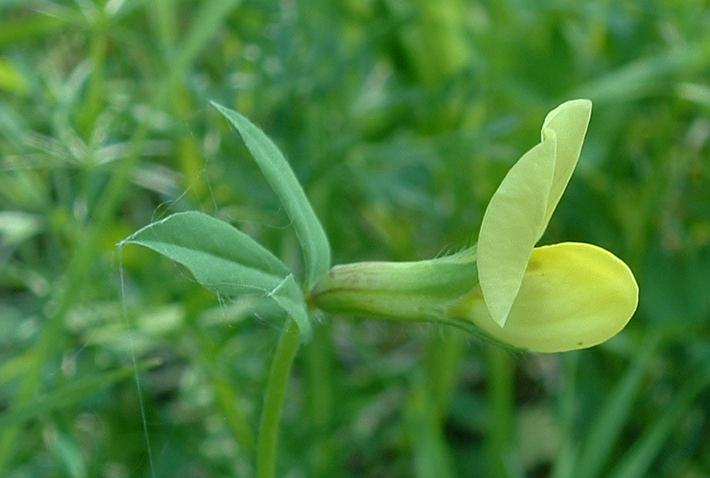
Fleur et bractée unique trifoliée.
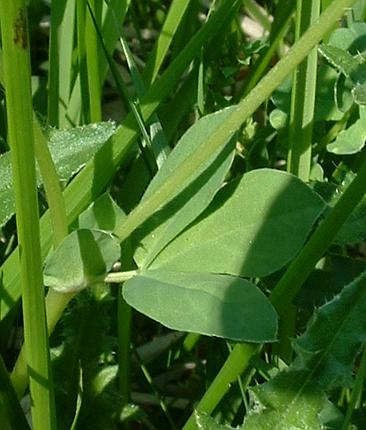
Folioles.
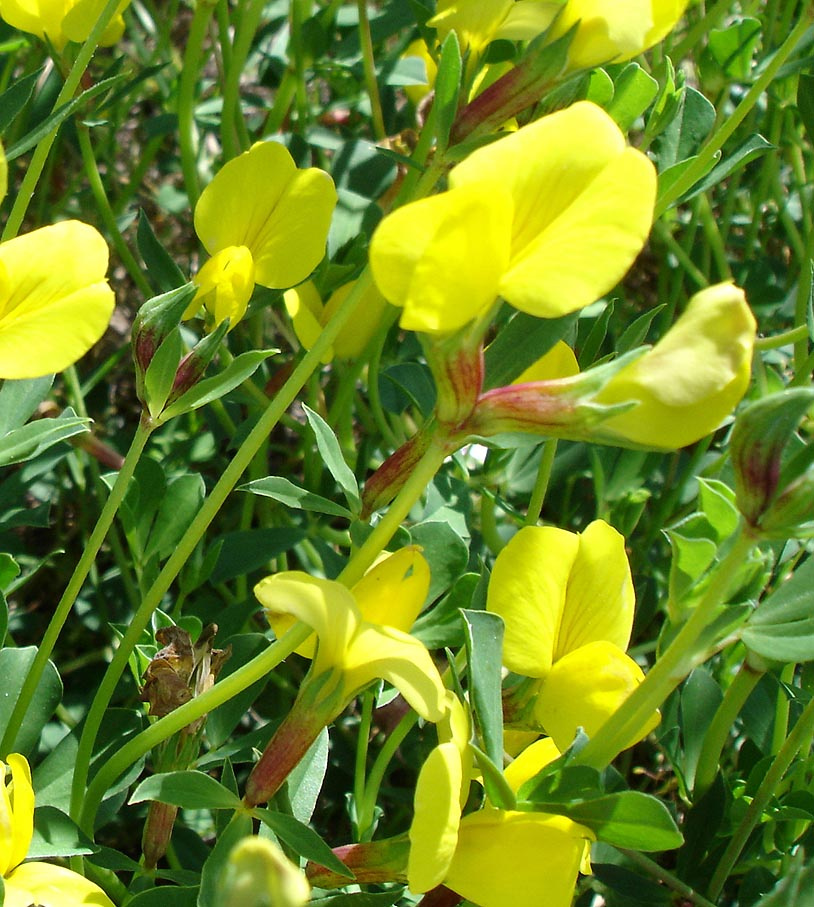
Fleurs.
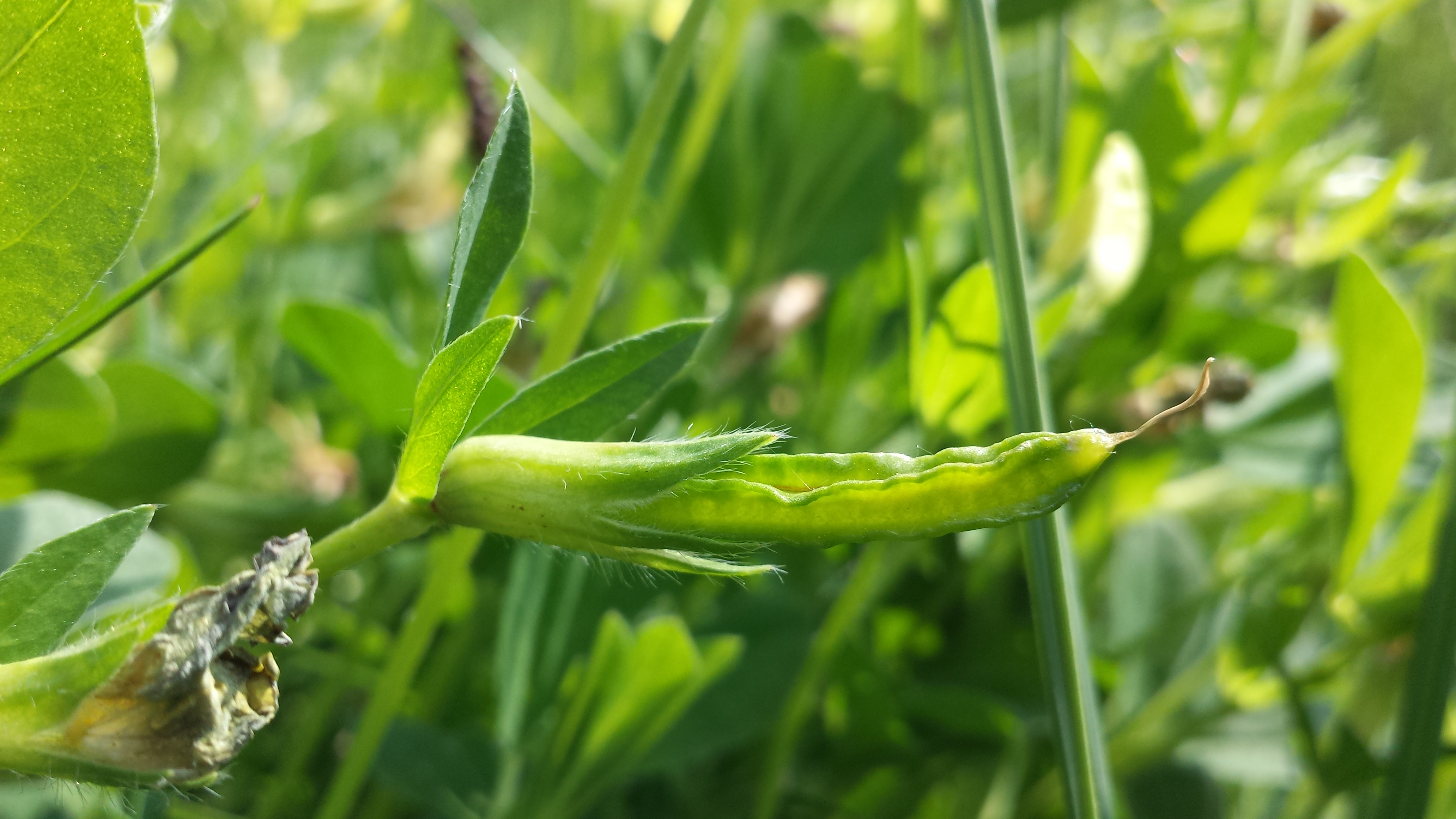
Fruit : gousse de section carrée munie de 4 ailes.
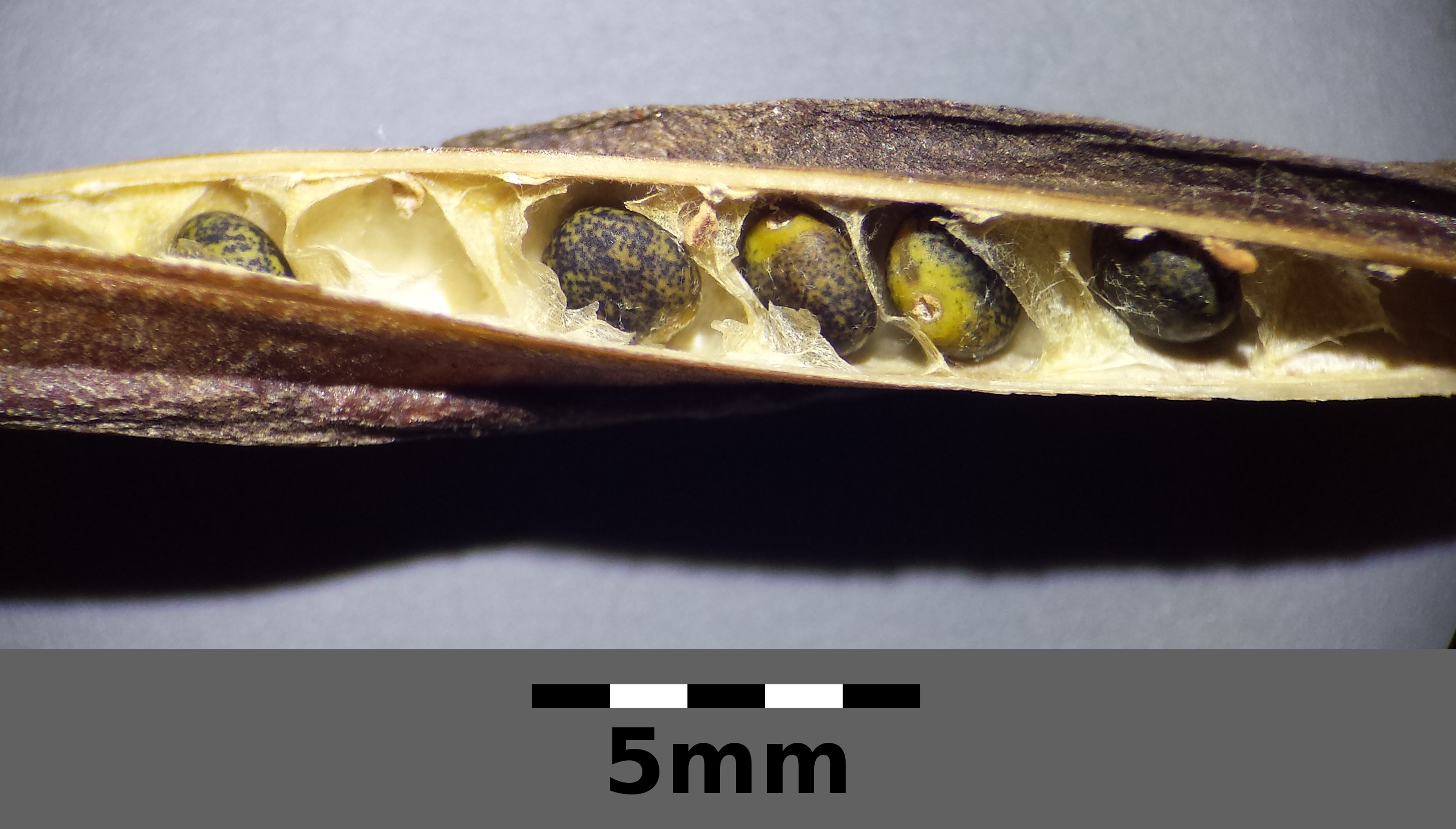
Gousse séchée, se tordant pour libérer les graines.

## Systématique
On en connaît deux variétés :
- var. hirsutus (Willk.) Kerguélen
- var. maritimus L.

## Statuts de protection, menaces
L'espèce est évaluée comme non préoccupante aux échelons mondial et français.
En France, l'espèce se raréfie : elle est considérée en danger critique (CR) en Haute-Normandie ; en danger (EN) en régions Centre et Limousin ; elle est considérée vulnérable (VU) en Nord-Pas-de-Calais et Pays de la Loire ; quasi menacée (NT), proche du seuil des espèces menacées ou qui pourraient être menacées si des mesures de conservation spécifiques n'étaient pas prises, en Franche-comté et Basse-Normandie.
Elle est protégée dans les régions Aquitaine, Bretagne, Centre et Nord-Pas-de-Calais.